# William Lorimer

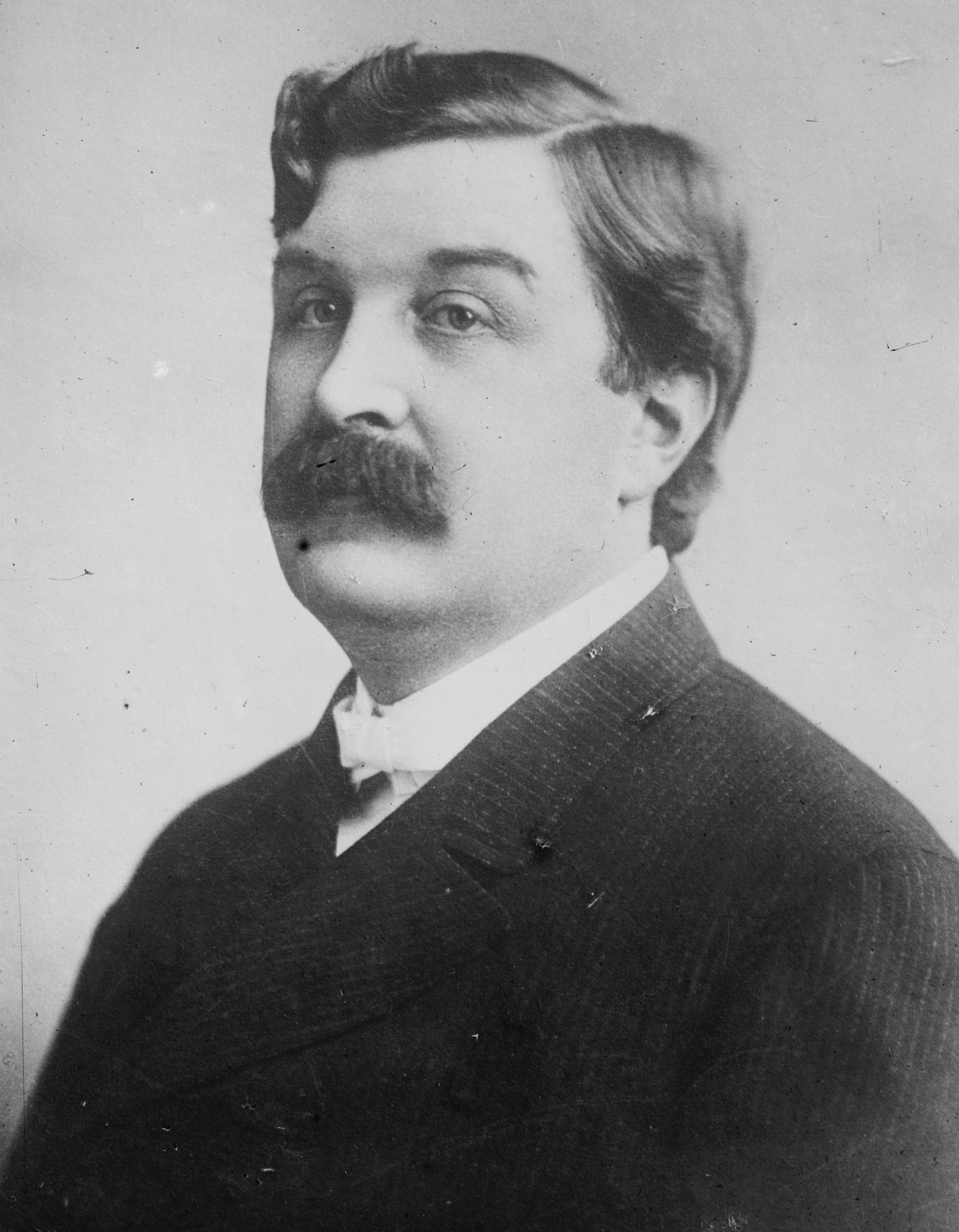
William Lorimer

William Lorimer (* 27. April 1861 in Manchester, Großbritannien; † 13. September 1934 in Chicago) war ein US-amerikanischer Politiker (Republikanische Partei), der den Bundesstaat Illinois in beiden Kammern des Kongresses vertrat.
Der aus England stammende William Lorimer war noch ein kleiner Junge, als seine Familie 1866 in die Vereinigten Staaten auswanderte und sich dort zunächst in Michigan niederließ. 1870 folgte dann der Umzug nach Chicago. Lorimer wuchs ohne Schulbildung auf und ging mit zehn Jahren bei einem Schildermaler in die Lehre. Danach arbeitete er in der Fleischproduktion und für eine Straßenbahngesellschaft; später stieg er ins Immobiliengeschäft ein.
1895 wurde Lorimer erstmals ins Repräsentantenhaus der Vereinigten Staaten gewählt, wo er bis 1901 den 2. Kongresswahlbezirk von Illinois vertrat. Nach seiner Abwahl im Jahr 1900 kehrte er am 4. März 1903 in den Kongress zurück, diesmal für den 6. Bezirk. Er legte sein Mandat am 17. Juni 1909 nieder, nachdem er zum US-Senator gewählt worden war. Drei Jahre später veröffentlichte die Chicago Tribune die Aussage von Charles A. White, einem Abgeordneten des Repräsentantenhauses von Illinois, Lorimer habe ihm für seine Stimme 1000 Dollar gezahlt. Zu diesem Zeitpunkt wurden die Senatoren noch von den jeweiligen Staatsparlamenten und nicht vom Volk gewählt.
Nach einer Untersuchung und einer erbitterten Debatte veröffentlichte der Senat eine Resolution, wonach bei Lorimers Wahl korrupte Methoden zur Anwendung gekommen seien, weshalb diese für ungültig erklärt wurde. William Lorimer musste somit am 13. Juli 1912 aus dem Kongress ausscheiden. Er war danach noch bis 1915 Präsident einer Bank und betätigte sich schließlich im Bauholzgeschäft, ehe er 1934 in Chicago starb.